# Geoff Stults
Pour les articles homonymes, voir Stults.
Geoff Stults (15 décembre 1977 à Détroit) est un acteur américain.

## Jeunesse
Il nait le 15 décembre 1977 à Detroit, Michigan, et grandit à Green Mountain Falls, Colorado. Il a un frère qui est également acteur, George Stults. Il a obtenu son diplôme au lycée de Manitou Springs. Il déménagea ensuite à Los Angeles et joua dans les productions de son université, Whittier College.

## Carrière
Il commence à l'âge de sept ans par des publicités avec son frère. Il est apparu dans la série Tout le monde aime Raymond puis il obtient son premier grand rôle à la télévision en 2002, quand il incarne le personnage de Ben Kinkirk dans 7 à la maison. Le frère de son personnage, Kevin Kinkirk, est joué par son propre frère George. En 2004, il obtient son premier grand rôle au cinéma, en tant que premier rôle masculin dans le film DEBS. Il joue ensuite de petits rôles dans une variété de séries comme Las Vegas, Réunion : destins brisés ou encore How I Met Your Mother. 
Son apparition dans la série Bones en 2011 lui vaudra la création d'un spin-off, The Finder. Il incarne le protagoniste principal, Walter Sherman, un vétéran blessé en Irak qui depuis à la capacité de retrouver n'importe qui ou quoi. La série ne durera qu'une saison.
En 2013 il incarne le sergent Pete Hill dans Enlisted, une série se déroulant sur une base militaire en Floride et où son personnage retrouve le supérieur de ses deux frères (incarnés par Chris Lowell et Parker Young), eux aussi membres de l'U.S. Army et placés sous ses ordres. Encore une fois le show sera annulé à l'issue de la première saison, malgré une réception très positive des médias. En 2015 il obtient un petit rôle dans la série de Netflix : Grace et Frankie.

## Carrière de Football
Il a joué au football professionnel en Autriche, en tant que receveur pour les Mercenaires Klosterneuburg (maintenant connu comme les Dragons du Danube).

## Vie privée
Il a eu une liaison en 2005, avec une actrice, Stacy Keibler. Ils apparurent ensemble sur MTV l ' PUNK'D. Tous les deux sont copropriétaires de la "Renommée"[réf. nécessaire] à Hollywood, une franchise d'expansion 2006 de la American Basketball Association. Ils se sont séparés en 2010.

## Filmographie

### Cinéma
- 2001 : Thank You, Good Night : Frat Boy
- 2002 : Nantucket : Steve Foster
- 2002 : No Place Like Home : Moses
- 2004 : D.E.B.S. : Bobby
- 2005 : In the Mix : Chad
- 2005 : Réunion : Destins brisés : Peter Holland
- 2005 : Serial noceurs : Craig Garthe
- 2006 : La Rupture : Mike
- 2006 : Carjacking (court métrage) : Tom
- 2007 : Day 73 with Sarah (court métrage) : Steve
- 2008 : The Express : Bob Lundy
- 2009 : Tucker Max : Histoires d'un serial fucker : Dan
- 2010 : Trop belle ! : Cam
- 2011 : Trois colocs et un bébé : Nicholas
- 2011 : J. Edgar : Raymond Caffrey
- 2014 : The Opposite Sex : Vince
- 2016 : Hey Brother : Cletus
- 2017 : Rivales (Unforgetable) de Denise Di Novi : David
- 2017 : Line of Fire (Only the Brave)  de Joseph Kosinski : Travis Turbyfill
- 2018 : Horse Soldiers (12 Strong) de Nicolai Fuglsig : Sean Coffers
- 2018 : Sierra Burgess Is a Loser : Coach Johnson

### Télévision

#### Séries télévisées
- : Tout le monde aime Raymond : Le facteur
- : L.A. 7 : Sam
- : Spin City : Blake
- 2001 - 2007 : 7 à la maison : Ben Kinkirk
- 2001 : Parents à tout prix : L'homme pour le room-service
- 2001 : The Chronicle : Luther Stubbs
- 2002 : Dragnet : Lee Calof
- 2004 : Joey : Jake
- 2004 : Las Vegas : Jay
- 2005 - 2006 : Réunion : Destins brisés : Peter Holland
- 2007 - 2008 : October Road : Eddie Latekka
- 2010 : Happy Town : Tommy Conroy
- 2010 : How I Met Your Mother : Max
- 2011 : Bones : Walter Sherman
- 2011 : Mad Love : Tom Stevens
- 2012 : The Finder : Walter Sherman
- 2012 : Ben and Kate : Will
- 2013 : Aim High : Coach Mabe
- 2014 : Enlisted : Sergent Pete Hill
- 2015 : Grace et Frankie : Mitch
- 2015 : Zoo : Agent Ben Schafer
- 2015 - 2016 : The Odd Couple : Murph
- 2018 : Papa a un plan : Leif Forrest
- 2019 : Black Monday
- 2019 : The Neighborhood : Logan #2
- 2020 : Little Fires Everywhere : Mark McCullough
- 2021 : Cowboy Bebop : Chalmers
- 2023 : Ces liens qui nous unissent (The Company You Keep) : Simon Norris

### Téléfilms
- 2002 : Project Viper : L'amour d'enfance de Zack
- 2004 : Hollywood Division : Détective Vincent Booth
- 2005 : Un mariage presque parfait : Luke
- 2010 : Most Likely to Suceed
- 2014 : Cuz-Bros : Nick
- 2016 : The Kicker : Daryl Thorkelson